# 고려대학교 축구단
고려대학교 축구단(高麗大學校蹴球團, Korea University Football Club)은 대한민국 서울특별시에 있는 축구 선수단이다. 고려대학교가 운영하는 대학 축구단이며, 1922년에 창단되었다. 대한민국 축구 역사에 큰 족적을 남겼으며 수많은 축구 인재들을 배출해냈다.  일제강점기인 1936년 천황배 전일본 축구 선수권 대회에 출전하여 준우승을 하였다.

## 역사

### 창단
고려대학교 체육위원회 홈페이지에는 1923년 11월 창단으로적시하고 있으나 당시 창단식 관련 문서 혹은 행사 사진 등 명확한 증거자료가 남아있는 것은 아니며 어느 순간부터 학교 문서상 1923년 11월 창단으로 내려오면서 굳어진 것이다.
또한 1936년 동아일보 기사에 의하면 14년 전 봄, 즉 1922년 봄에 고려대학교의 전신인 보성전문학교 축구부가 창단하였다는 기사가 남아있어더 확실한 조사가 필요하다. 한편 1924년 전조선축구대회에 참가한 기록이 남아있다.

### 일제강점기
과거 일제강점기 당시 불국함대와 보전군(보성전문학교 축구부)가 경기할 당시 어느 영국인이 경기를 보고 축구 종가인 자신들의 나라에서도 저렇게 훌륭한 기술은 보지 못 했다면서 감탄하였다고 한다
창단 초기에는 아무래도 다른 축구팀들보다 비교적 어린 선수들로 구성되어 있는 팀이다보니 매번 연전연패를 당하였다. 하지만 홍성하 선수의 노력으로 연전과 숭전을 꺽고 강팀으로 자리잡았다. 또한 강기순, 김용식, 김원겸, 송기우 등과 같은 당대 유명 축구 선수들을 배출해왔고 특히 김용식 선수는 당시 불리했던 조건에서도 올림픽 대표 선수로 선발되게 된다.

## 우승 기록
- 전국축구선수권대회

● 우승 (5): 1963, 1971, 1974, 1976, 1985
● 준우승 (2):  1975, 1981
- U리그

● 우승 (1): 2016.2017
- 전국대학축구선수권대회

● 우승 (12): 1948, 1954, 1965, 1967, 1971, 1973, 1976, 1988, 1989, 1997, 1998, 2009
- 전국대학축구연맹전

## 시즌별 성적
| 시즌 | 대회                       | 참가 | 경기 | 승 | 무 | 패 | 득 | 실 | 차 | 승점 | 순위 |
| ---- | -------------------------- | ---- | ---- | -- | -- | -- | -- | -- | -- | ---- | ---- |
| 1924 | 전국체육대회 축구 청년부   | 5    | 1    | 0  | 0  | 1  | 0  | 2  | -2 |      | 4강  |
| 1945 | 전국대학전문축구선수권대회 | 13   |      |    |    | 0  |    |    |    |      | 우승 |

## 수상 기록
| 시즌 | 대회                       | 수상   |
| ---- | -------------------------- | ------ |
| 1945 | 전국대학전문축구선수권대회 | 우승   |
| 1946 | 전국체육대회               | 우승   |
| 1947 | 전국체육대회               | 준우승 |
| 1947 | 전국대학축구선수권대회     | 준우승 |

## 출신 유명 축구인
- 김용식 - 1954년 FIFA 월드컵 감독
- 김정남 (1963학번) - 1986년 FIFA 월드컵 감독
- 남대식 (1969학번) - 1991년 FIFA 세계 청소년 축구 선수권 대회 남북 단일팀의 남측 감독, 대한축구협회 기술위원장, 고려대학교 축구부 감독 (1984년 ~ 1997년)
- 차범근 (1972학번) - 1986년 FIFA 월드컵 출전
- 이강조 (1979학번) - 1980년 AFC 아시안컵, 1984년 AFC 아시안컵 출전
- 노수진 (1983학번) - 1986년 FIFA 월드컵, 1990년 FIFA 월드컵 출전
- 정용환 (1980학번) - 1986년 FIFA 월드컵, 1990년 FIFA 월드컵 출전
- 조민국 (1982학번) - 1986년 FIFA 월드컵, 1990년 FIFA 월드컵 출전
- 김종부 (1983학번) - 1986년 FIFA 월드컵 출전
- 김판근 (1983학번) - 1994년 FIFA 월드컵 출전
- 홍명보 (1987학번) - 1990년 FIFA 월드컵, 1994년 FIFA 월드컵, 1998년 FIFA 월드컵, 2002년 FIFA 월드컵 출전
- 서정원 (1988학번) - 1994년 FIFA 월드컵, 1998년 FIFA 월드컵 출전
- 김봉수 (1988학번) - 1988년 AFC 아시안컵, 1996년 AFC 아시안컵 출전
- 노정윤 (1989학번) - 1994년 FIFA 월드컵, 1998년 FIFA 월드컵 출전
- 이임생 (1990학번) - 1998년 FIFA 월드컵 출전
- 이기형 (1992학번) - 1996년 하계 올림픽 출전
- 김대의 (1993학번) - 2002년 K리그 최우수선수상 수상
- 최성용 (1993학번) - 1998년 FIFA 월드컵, 2002년 FIFA 월드컵 출전
- 차두리 (1999학번) - 2002년 FIFA 월드컵, 2010년 FIFA 월드컵 출전
- 이천수 (2000학번) - 2002년 FIFA 월드컵, 2006년 FIFA 월드컵 출전
- 김정우 (2001학번) - 2010년 FIFA 월드컵 출전
- 박주영 (2004학번) - 2006년 FIFA 월드컵, 2010년 FIFA 월드컵, 2014년 FIFA 월드컵 출전
- 이용래 (2005학번) - 2011년 AFC 아시안컵 출전
- 이재성 (2011학번) - 2018년 FIFA 월드컵, 2019년 AFC 아시안컵 출전
- 조영욱 (2017학번) - 2017년 FIFA U-20 월드컵, 2019년 FIFA U-20 월드컵 출전

## 참고 문헌
- “스포츠지원포털 등록 현황”. 대한체육회.
- “대한체육회 국내종합경기대회”. 대한체육회.
- “KFA 통합경기정보 시스템”. 대한축구협회.
- 《대한체육회 50년》. 대한체육회. 1970. 2020년 11월 8일에 원본 문서에서 보존된 문서. 2022년 11월 5일에 확인함.
- 《대한체육회 70년사》. 대한체육회. 1990. 2020년 11월 8일에 원본 문서에서 보존된 문서. 2022년 11월 5일에 확인함.
- 《대한체육회 90년사》. 대한체육회. 2011. 2020년 11월 8일에 원본 문서에서 보존된 문서. 2022년 11월 5일에 확인함.
- 대한체육회 100주년 기념사업부 (2020). 《대한민국 체육 100년》. 대한체육회.
- 《韓國蹴球百年史(한국축구백년사)》. 대한축구협회. 1986.
- “고려대학교 축구단 현황”. 고려대학교 체육위원회. 2020년 11월 30일에 원본 문서에서 보존된 문서. 2020년 11월 22일에 확인함.
- 프로축구 30년, 그리고 고려대학교
- 약속의 땅 통영 제59회 춘계대학축구연맹전 출전 선수 명단

## 같이 보기
- 고려대학교
- 고연전
- 고려대학교 농구부
- 연세대학교 축구단